# Коронавірусна хвороба 2019 на Сінт-Мартені
Епідемія коронавірусної хвороби 2019 на Сінт-Мартені — це поширення пандемії коронавірусної хвороби 2019 на територію Сінт-Мартена. Перший випадок хвороби на Сінт-Мартені зареєстровано 17 березня 2020 року. До 15 червня всі виявлені до цього випадки хвороби одужали. 1 липня було виявлено новий випадок, який одужав 3 липня. 15 липня було виявлено 79-ий випадок хвороби.
Острів розділений на нідерландську та французьку частини, з головним аеропортом на та основною гаванню на нідерландській стороні. Перші позитивні тести на коронавірус виявлені у французької пари з Сен-Мартена, яка повернулася з Франції через Сен-Бартельмі 1 березня 2020 року. Їм провели тестування, яке виявилось позитивним, але записали в статистику Франції. У 2016 році на нідерландській частині острова проживало 41 486 осіб.

## Хронологія

### Березень 2020 року
11 березня 2020 року за розпорядженням прем'єр-міністра Сільверії Якобс обмеження на пересування, які були видані урядом Сінт-Мартена, подовжено з 14 до 21 дня. 22 березня 2020 року 23:59, був останнім строком для жителів чи транзитних пасажирів з Сен-Мартена, щоб потрапити або відбути до Сен-Мартена. Після 22 березня 2020 року єдиними рейсами, що прибувають в аеропорт Сінт-Мартена, будуть вантажні рейси або рейси, які прибувають, щоб забрати пасажирів для повернення їх на батьківщину.
12 березня 2020 року уряд ухвалив рішення відкласти щорічний карнавал після екстреної наради з центром надзвичайних операцій та членами парламенту. Рішення про перенесення карнавалу було прийнято відповідно до рекомендацій ВООЗ, у яких вказано всім уникати великих скупчень людей. Уряд Сінт-Мартена відмовив круїзному судну «MS Braemar» у праві причалити в порту та висадити пасажирів, оскільки у кількох пасажирів виявлено позитивний тест на коронавірус органами охорони здоров'я Канади та Кюрасао.
17 березня підтверджено перший випадок хвороби на Сінт-Мартені. Місцевий житель, чоловік, який нещодавно їздив до Великої Британії через Маямі, став першим підтвердженим випадком COVID-19 у країні, про що повідомили прем'єр-міністр та керівник охорони здоров'я острова Сільверія Джейкобс у вівторок 17 березня 2020 року. Для подальшого сповільнення поширення COVID-19 усі школи та заклади, робота яких не життєво необхідною, були закриті на 14 днів з 00:00 18 березня 2020 року.
22 березня 2020 року на Сінт-Мартені зареєстровано 2 підтверджених випадки хвороби. Другий випадок хвороби зареєстрований у студента, який повернувся з-за кордону.
24 березня 2020 року прем'єр-міністр Сільверія Джейкобс повідомила, що кількість випадків коронавірусної хвороби на острові зросла до 6, з них 2 госпіталізовані.
29 березня 2020 року уряд Сент-Мартена ухвалив рішення про подальше посилення обмежень на переміщення людей по всьому острову у вигляді розпорядження кабінету міністрів. Це положення вимагає, щоб громадяни мали при собі документ, підписаний роботодавцем, який декларує необхідність поїздки на роботу (форма А), або документ, у якому описується, яку роботу виконує дана особа, або в якому закладі вона працює (форма В).
30 березня 2020 року на час епідемії COVID-19 на острові було введено комендантську годину з 20:00 до 6:00 ранку. Кордон між Сінт-Мартеном та Сен-Мартеном був закритий, та спільно патрулювався з французькою стороною. Кордон був відкритий ще з часу укладення Договору згоди в 1648 році.
31 березня 2020 року виявлено ще 10 випадків хвороби, внаслідок чого загальна кількість випадків зросла до 16. Цього ж дня на Сінт-Мартені зареєстровано першу смерть від коронавірусної хвороби. Цей хворий на момент смерті знаходився на самоізоляції з приводу підозри на коронавірусну хворобу в окремому будинку. Загалом на той день проведено тестування 58 осіб з 16 позитивними результатами та 36 негативними.

### Квітень 2020 року
2 квітня 2020 року загальна кількість випадків COVID-19 на острові зросла до 23, з них 18 чоловіків і 5 жінок. На той день госпіталізовано 3 хворих, і зафіксовано ще одну нову смерть, загальна кількість померлих зросла до 2. Друга смерть зареєстрована 2 квітня, в Медичному центрі Сінт-Мартена. Лабораторія медичного центру Сінт-Мартена та лабораторія в Коул-Бей отримали можливість проводити тестування на COVID-19, проте вони мають лише обмежений запас наборів, тому тестування осіб без симптомів хвороби часто пересилалися до Гваделупи, що затримувало отримання результатів тестування від 3 до 5 днів.
3 квітня 2020 року кількість смертей зросла до 4, коли померли ще 2 особи. Усі ці смерті відбулись у період з 31 березня 2020 року по 3 квітня 2020 року, тобто 4 особи померли за 4 дні. Головний епідеміолог Служби колективної профілактики Єва Ліста-де Вевер, яка підтвердила дві нових смерті, заявила, що загальна кількість підтверджених випадків хвороби досі утримується на рівні 23 станом на 3 квітня 2020 року, та повідомила, що планується повне припинення роботи більшості закладів через тенденцію до збільшення смертності від COVID-19. Указ про запровадження на острові комендантської години був підготовлений і надісланий губернатору Еугенію Голідею. Дата повного локдауну буде залежати від дати підписання указу.
5 квітня на острові запроваджено повний локдаун. Найближчі два тижні ніхто не має права залишати своє помешкання. Оголошення локдауну 4 червня спричинило великі черги в супермаркетах. Пізніше повідомлено, що супермаркетам дозволено доставка товарів.
Уряд Нідерландів відправив до Сінт-Мартена апарати штучного дихання, медичні витратні матеріали та 6 ліжок для відділення інтенсивної терапії. Сінт-Мартен вважався найбільш постраждалим островом, а тому отримав запаси на п'ять днів раніше, ніж інші острови.
6 квітня 2020 року уряд потрапив до неоднозначної ситуації. Мелісса Гамбс і Рейхон Петерсон з партії «За прогрес» розкритикували рішення уряду про запровадження локдауну за день до того, як воно набуло чинності, та схвалення парламентом цього рішення.
Незначні дороги на острові були фізично перекриті, щоб запобігти перетину кордону.
Станом на 15 квітня 2020 року 91 особа перебувала на самокарантині, та 161 на самоізоляції. Проведено тестування 161 особі, з них 53 позитивних (35 чоловіків та 18 жінок). 9 хворих померли, а 5 хворих одужали.
16 квітня 2020 року міністр державного житлового будівництва, просторового планування, навколишнього середовища та інфраструктури Егберт Доран попросив, щоб усі прапори піднімались лише до половини висоти, та щоб усе населення дотримувалось дня жалоби.
17 квітня на острові скасовано повний локдаун, що призвело до виникнення довгих черг у супермаркетах.
19 квітня 2020 року прем'єр-міністр Сільверія Якобс повідомила, що десятим померлим став громадянин Нідерландів, який лікувався на французькій стороні острова. На минулому тижні його перевезли на Гваделупу для надання реанімаційної допомоги, проте як громадянина Нідерландів його вивели з статистики французького острова Сен-Мартен і додано до статистики нідерландського острова Сінт-Мартен.
20 квітня 2020 року прем'єр-міністр повідомила, що у 9 осіб виявлено симптоми, схожі на грип, проте лише 6 з них погодились пройти тестування на коронавірус. Ці попередні дані надало міністерство охорони здоров'я, працівники якого ходять від дверей до дверей для виявлення хворих з підозрою на COVID-19.
24 квітня 2020 року Сільверія Якобс повідомила, що серед останніх випадків хвороби є 3 медичних працівників. 23 квітня не було повідомлено про нові випадки, оскільки ще очікувались результати тестувань. Отримано 900 додаткових наборів для тестування. Військовий корабель «Zr. Ms. Karel Doorman», який 13 квітня відбув з Ден-Гелдера для надання продовольчої допомоги, прикордонного контролю та громадського порядку, прибув до Сінт-Мартена. Нідерланди, Франція та Велика Британія домовились про спільне патрулювання Карибського басейну.
27 квітня 2020 року уряд Сінт-Мартена виділив 4,7 мільйона нідерландських антильських гульденів (2,4 мільйонів доларів США) на додаткове медичне обслуговування, з яких 450 тисяч гульденів — на тестування (~ 0,25 мільйонів доларів США) у бюджеті острова на 2020 рік. Головна лікарня острова має нестачу коштів, тож отримає додатково 17,8 мільйонів гульденів.
30 квітня 2020 року прем'єр-міністр острова Сільверія Якобс повідомила, що на Сінт-Мартені розпочалось проведення експрес-тестування на коронавірус. Тестові набори мають точність 98 %.

### Травень 2020 року
5 травня 2020 року прем'єр-міністр Сільверія Якобс повідомила, що чотирнадцята смерть, про яку повідомлено 24 квітня, до цього не враховувалась у статистиці. Прем'єр-міністр вибачилася за помилку.
6 травня уряд острова вирішив зменшити заробітну плату на 20 %.
7 травня прем'єр-міністр острова повідомила, що 17 травня буде скасовано надзвичайний стан. Деталі будуть оголошені пізніше, а підприємства, які хочуть відновити роботу, повинні подати план відновлення роботи, який повинен бути затверджений представниками влади. Нічна комендантська година продовжує діяти.
На 12 травня 2020 року профілактична служба міністерства охорони здоров'я острова провела тестування 5132 мешканців острова, серед яких виявлено лише один випадок хвороби. 5 осіб відмовились проходити тестування, після чого їх направили в карантин.
Прем'єр-міністр Сільверія Якобс повідомила, що нідерландська сторона має намір відкрити кордон на острові 18 травня. Президент французької сторони Даніель Гібс також хотів, щоб його знову відкрили, проте префект французької сторони Сільві Фоше мала намір поки тримати кордони закритими. На той час французький уряд мав ухвалити рішення про відкриття внутрішніх кордонів. Кордон на острові відкрили 2 червня.

### Червень-липень 2020 року
З 6 червня 2020 року відновлюються служби в католицьких храмах. Кількість осіб, яким дозволено бути присутніми на службі, залежить від розміру храму. Особам віком до 12 років і старших 70 років рекомендовано залишатися вдома.
Станом на 15 червня на острові не залишилось активних випадків хвороби.
1 липня виявлено новий випадок хвороби. 3 липня хворий визнаний одужалим. 15 липня виявлено 79-й випадок хвороби на острові.
30 липня 2020 року міністр туризму Сінт-Мартена Людмила де Вевер повідомила, що відкриття кордону для пасажирів із США надалі заплановано на 1 серпня. У відповідь префект французького Сен-Мартена Сільві Фоше заявила, яка заявила, що американцям буде заборонено переходити на французький бік острова, а французько-нідерландський кордон буде закритий для запобігання циркуляції вірусу.

## Заходи боротьби з поширенням хвороби
17 березня 2020 року закриті для пасажирів аеропорт та порти Сінт-Мартена. Це не стосується жителів Сінт-Мартена, які повертаються на острів, та мають відбути обов'язковий карантин тривалістю 14 днів, а також невідкладних поїздок до або із Саби, Сінт-Естатіуса та Кюрасао. Усі школи на острові закриті.
20 березня 2020 року був опублікований список максимальних цін на деякі товари першої необхідності.
29 березня запроваджено заборону виходити з добу, за виключенням наявності спеціального дозволу на пересування. Кордон між Сінт-Мартеном та Сен-Мартеном закритий та спільно патрулюється з французькою стороною. Заборонений продаж алкогольних напоїв. Заборона на продаж алкоголю була скасована 15 квітня.
30 березня запроваджена комендантська година з 20:00 до 6:00.
5 квітня 2020 року на острові запроваджено повний локдаун. На найближчі два тижні усьому населенню острова заборонено залишати своє помешкання. Локдаун завершився 17 квітня 2020 року.
21 квітня 2020 року дозволено роботу поштових відділень протягом трьох днів на тиждень уранці.

## Перехід до ендемічної фази
21 лютого 2022 року міністр охорони здоров'я Омар Оттлі оголосив, що Сінт-Мартен почне перехід до ендемічної фази COVID-19 із подовженням годин нічного життя та переглядом обмежень на поїздки.